# Panruti
Panruti è una suddivisione dell'India, classificata come municipality, di 55.400 abitanti, situata nel distretto di Cuddalore, nello stato federato del Tamil Nadu. In base al numero di abitanti la città rientra nella classe II (da 50.000 a 99.999 persone).

## Geografia fisica
La città è situata a 11° 46' 0 N e 79° 32' 60 E e ha un'altitudine di 31 m s.l.m.. 

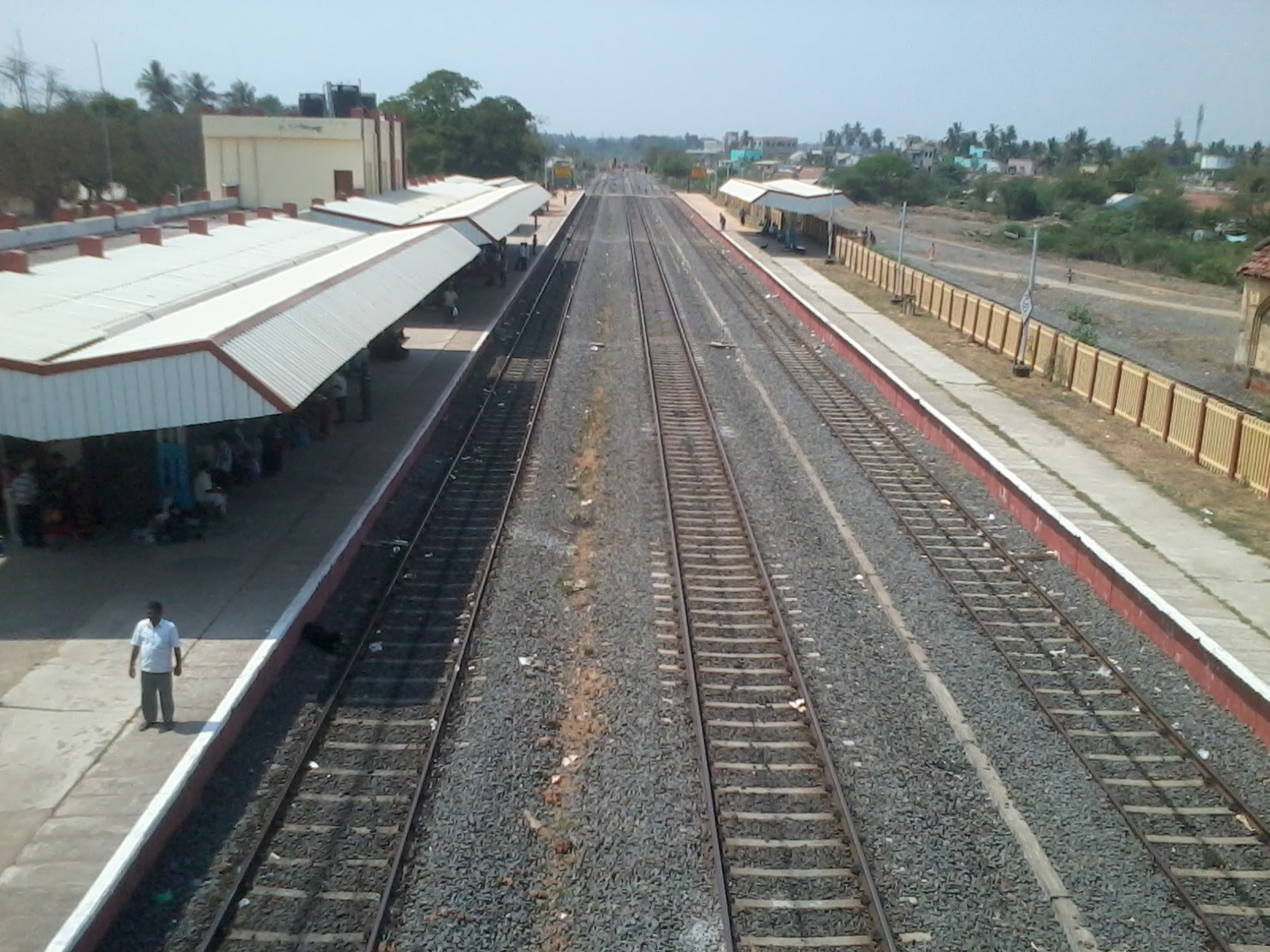
Panruti railway station's view

## Società

### Evoluzione demografica
Al censimento del 2001 la popolazione di Panruti assommava a 55.400 persone, delle quali 27.908 maschi e 27.492 femmine. I bambini di età inferiore o uguale ai sei anni assommavano a 6.616, dei quali 3.375 maschi e 3.241 femmine. Infine, coloro che erano in grado di saper almeno leggere e scrivere erano 38.282, dei quali 21.160 maschi e 17.122 femmine.